# Rustam Effendi

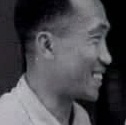
Rustam Effendi

Rustam Effendi (* 13. Mai 1903 in Padang, Provinz Westsumatra; † 24. Mai 1979 in Jakarta), früher auch Roestam Effendi, war ein indonesischer Dichter und Dramatiker. Während der Kolonialzeit war er zeitweise auch Abgeordneter im niederländischen Parlament.

## Leben und Werk
Rustam Effendi schloss in Westjava ein Lehrerstudium ab. In Anlehnung an das Hindu-Versepos Ramayana und die darin enthaltene Episode der Entführung Sitas verfasste er 1926 sein erstes Drama Bebasari, das erste moderne Bühnenstück Indonesiens überhaupt, in dem er in kaum verschlüsselter Form den holländischen Kolonialismus kritisierte. Die Niederländer behinderten die Verbreitung des Werks, das sie als kommunistisch ansahen. Nach einem fehlgeschlagenen kommunistischen Aufstand und der Verschärfung der Zensur verließ er das Land und ging 1928 in die Niederlande, wo er bis 1947 lebte. 1933 bis 1946 war er Mitglied der kommunistischen Partei der Niederlande und zeitweise Abgeordneter des niederländischen Parlaments, wo er sich für die Belange der Indonesier einsetzte. 
Rustam Effendi schrieb in experimenteller, von Altmalaiischen beeinflusster Sprache, die er dem Sprechrhythmus anpasste. Seine Gedichte umfassten romantische und Naturlyrik, sie thematisierten auch  Familientraditionen und kritisierten die Kolonialpolitik. Er überwand die Fixierung auf den traditionellen Vierzeiler (Syair), entlehnte aber zahlreiche Worte aus dem Sanskrit und dem Arabischen. Trotz oder vielleicht wegen seiner sprachschöpferischen und imaginativen Kraft ist sein Einfluss auf die jüngere indonesischen Literatur gering geblieben. Gedruckt wurden in den 1940er Jahren vor allem seine politischen Schriften.